# 戴正吳
戴正吳（1951年9月3日—）是台灣企業家，宜蘭縣頭城鎮人，夏普百年首位台灣人社長 ，2020年卸任夏普會長兼社長職務，擔任會長兼執行長；曾任職鴻海集團副總裁，有「成本先生」之稱。

## 生平
1974年自大同工學院（現大同大學）化學工程學系畢業後，任職於大同公司，期間曾被派至日本進修兩年；1986年於鴻海集團任職，1992年擔任副總經理，2005年成為集團副總裁，先後曾在鴻海集團內負責消費電子事業群、競爭產品事業群、電視事業群，由於熟悉日本，被稱為鴻海集團的「德川家康」。
2016年鴻海併購夏普後，開始擔任夏普社長。同年10月獲大同大學頒授名譽博士學位，為大同大學頒授名譽博士學位之第三人。
2017年12月7日，讓夏普重返東證一部，成為東京證券交易所市場第一部指定股票。夏普自2016年8月1日從東證市場第一部被降為市場第二部，經過一年三個月後，是日本史上第二家成功從東證二部重返一部的公司。
2017年，11月號日本富比士雜誌中，戴正吳被選為日本百大CEO（Forbes Japan CEO Ranking 2017）之一，是榜上唯一的台灣面孔。
2018年6月，擔任夏普會長並繼續兼任社長。
2020年夏普在6月19日公布高階人事異動，現任會長兼社長戴正吳將卸下社長職務，擔任會長兼執行長。

## 個人著作
- 2023 ，《シャープ 再生への道 》，作者：戴正吳，出版：日本経済新聞

## 榮譽
2016年獲大同大學名譽博士學位，戴正吳是繼前中央研究院院長李遠哲、Jamco航太公司前總裁李英鑌之後，大同大學頒授名譽博士學位的第3人。